# Rue René-Berthelot
Pour les articles homonymes, voir René Berthelot (homonymie) et Berthelot.
La rue René-Berthelot est une voie de la commune française d'Orléans dans le département de Loiret, dans la Centre-Val de Loire.

## Situation et accès
Elle se trouve dans le quartier Saint-Marceau, sur la rive gauche de la Loire, entre l'avenue Saint-Mesmin et le cours Victor-Hugo.

## Origine du nom
Elle porte le nom du compositeur et chef d'orchestre français René Berthelot (1903-1999) né et décédé à Orléans.